# Wojewoda (film)
Wojewoda – polski, czarno-biały, niemy dramat historyczny z roku 1912. W tytułowej roli występuje Bolesław Leszczyński.